# 神奈川県道514号宮ヶ瀬愛川線
神奈川県道514号宮ヶ瀬愛川線（かながわけんどう514ごう みやがせあいかわせん）は神奈川県愛甲郡清川村から愛川町に至る、1996年（平成8年）3月に開通した全長5.2kmの一般県道である。起点から石小屋トンネルまでは宮ヶ瀬湖畔を通り、短い区間に7つのトンネルが連続する。

## 路線データ
- 陸上距離：5.2km
- 起点：神奈川県愛甲郡清川村宮ヶ瀬 やまびこ大橋交差点（神奈川県道64号伊勢原津久井線交点）
- 終点：神奈川県愛甲郡愛川町半原 半原小学校入口交差点（国道412号交点）
- Google マップ

## 主な構造物
| 名称           | 延長(m) | 竣工年 | 画像 | 備考                        | 出典  |
| -------------- | ------- | ------ | ---- | --------------------------- | ----- |
| 鷲ヶ沢橋       | 111     | 1983   |      | ローゼ橋                    | [ 1 ] |
| 宮ヶ瀬トンネル | 500     | 1987   |      | 県道514号で最も長いトンネル | [ 2 ] |
| 梅の木トンネル | 185     | 1992   |      |                             | [ 2 ] |
| 石小屋トンネル | 368     | 1994   |      |                             | [ 2 ] |
| 大沢トンネル   | 223     | 1994   |      |                             | [ 2 ] |
| 高取トンネル   | 287     | 1992   |      |                             | [ 2 ] |
| 小平トンネル   | 127     | 1990   |      |                             | [ 2 ] |
| 両向トンネル   | 233     | 1989   |      |                             | [ 2 ] |
| 天沢橋         | 61      | 1990   |      | 単純トラス橋                | [ 3 ] |

## 接続路線
- 神奈川県道64号伊勢原津久井線
- 国道412号

## 通過する自治体
- 神奈川県
  - 愛甲郡清川村
  - 愛甲郡愛川町

## ギャラリー

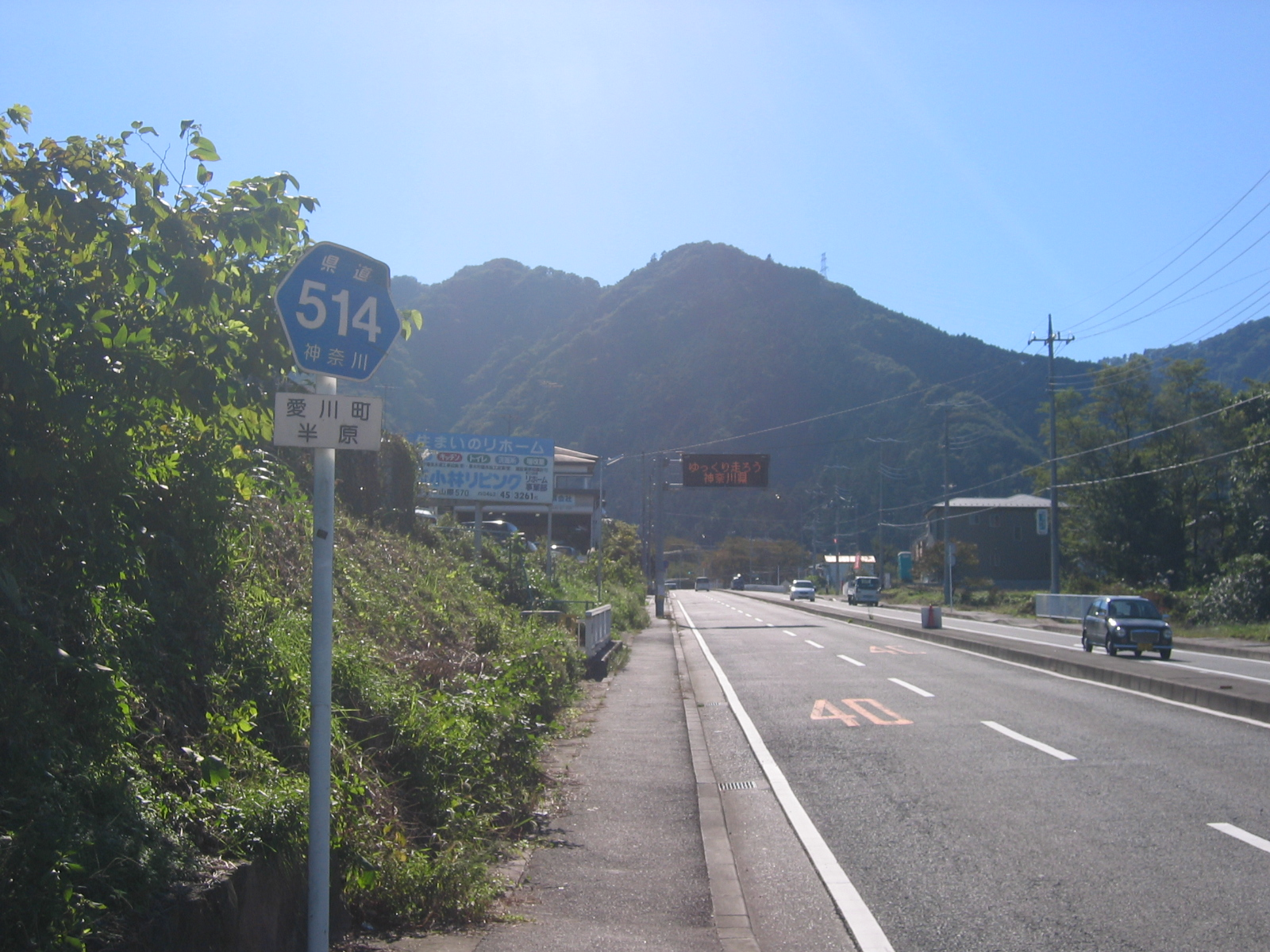
半原小学校入口交差点付近
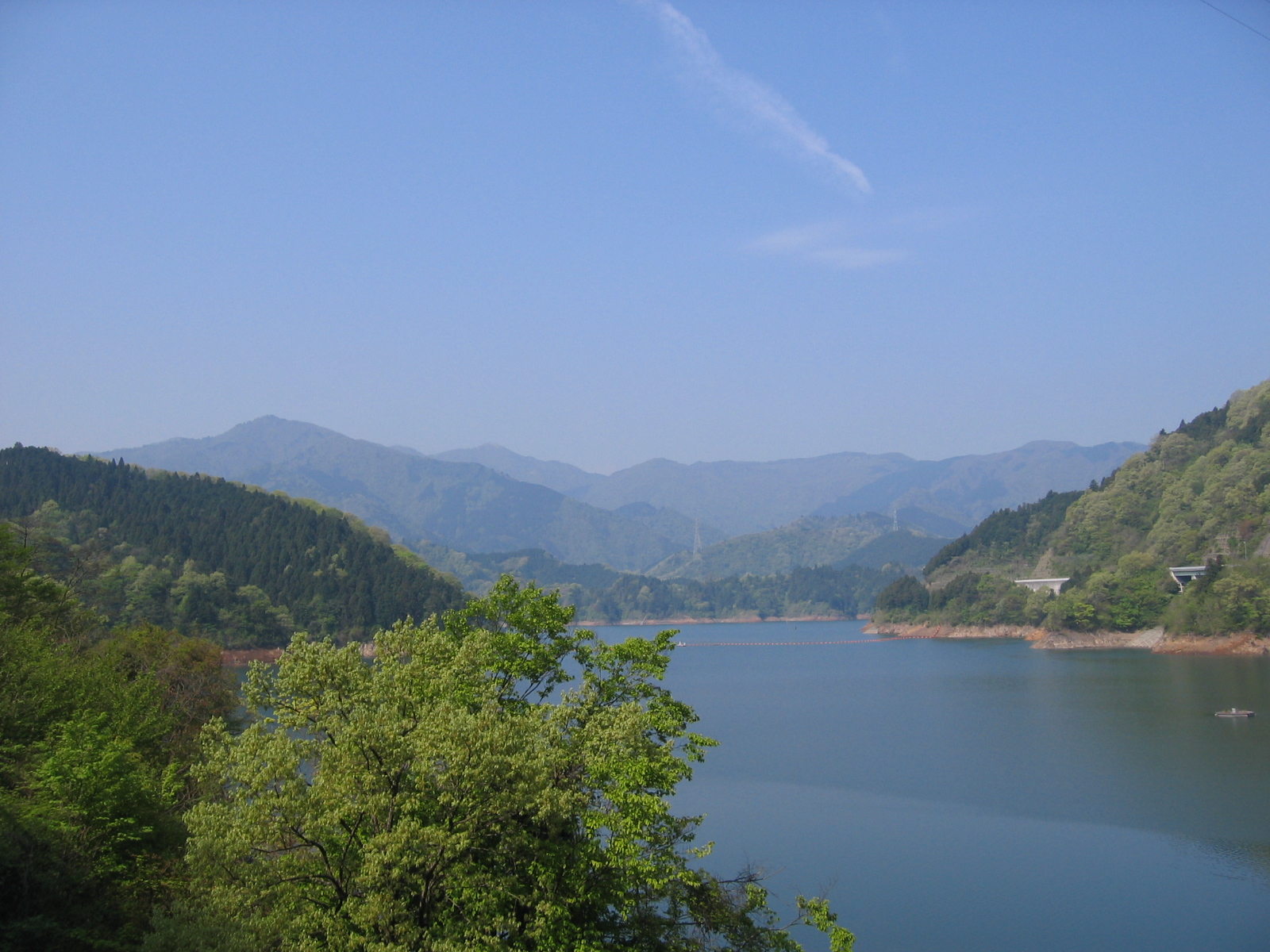
県道514号線の山吹橋から宮ヶ瀬湖
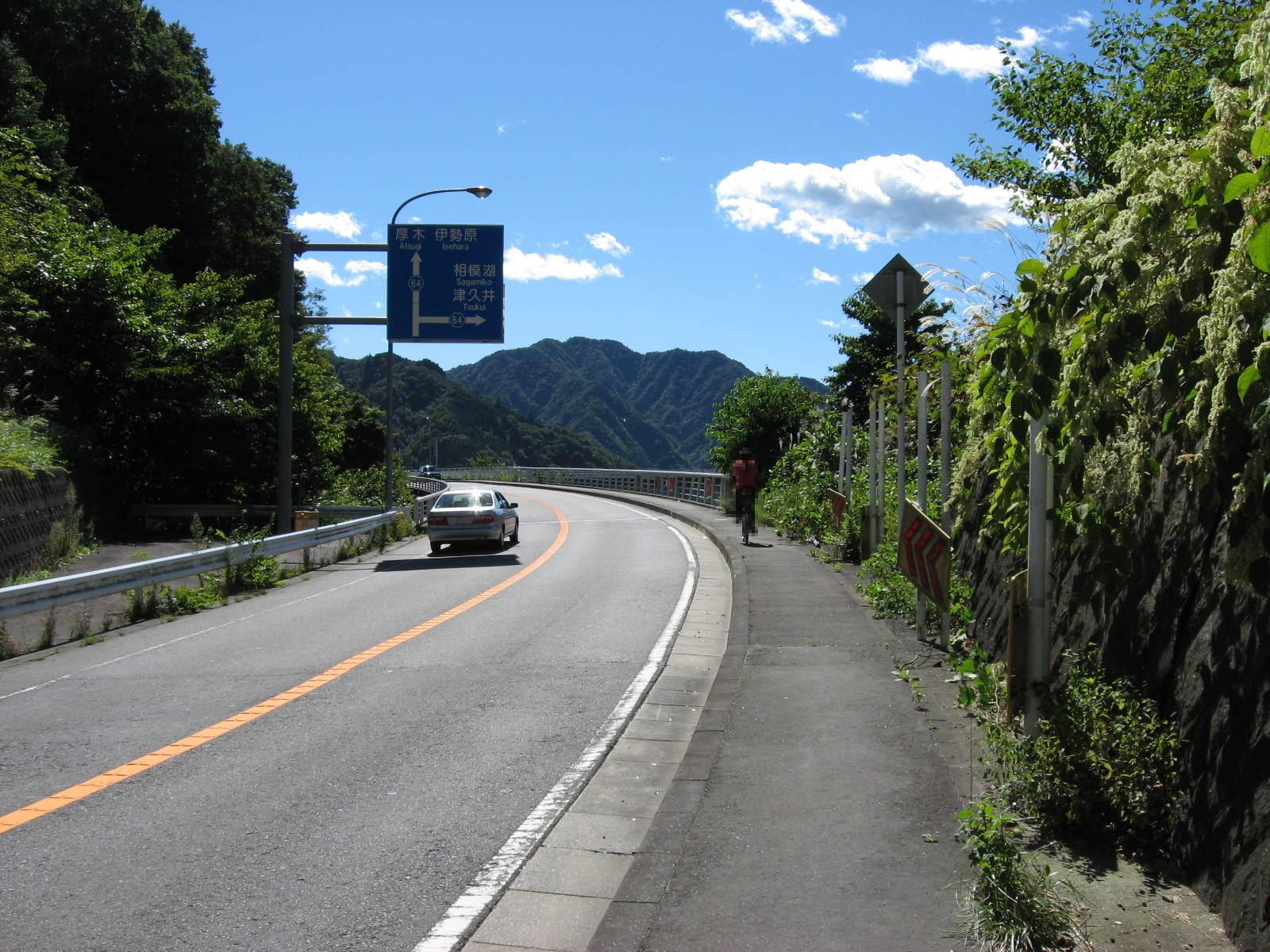
鷲ヶ沢橋付近から起点方面を望む
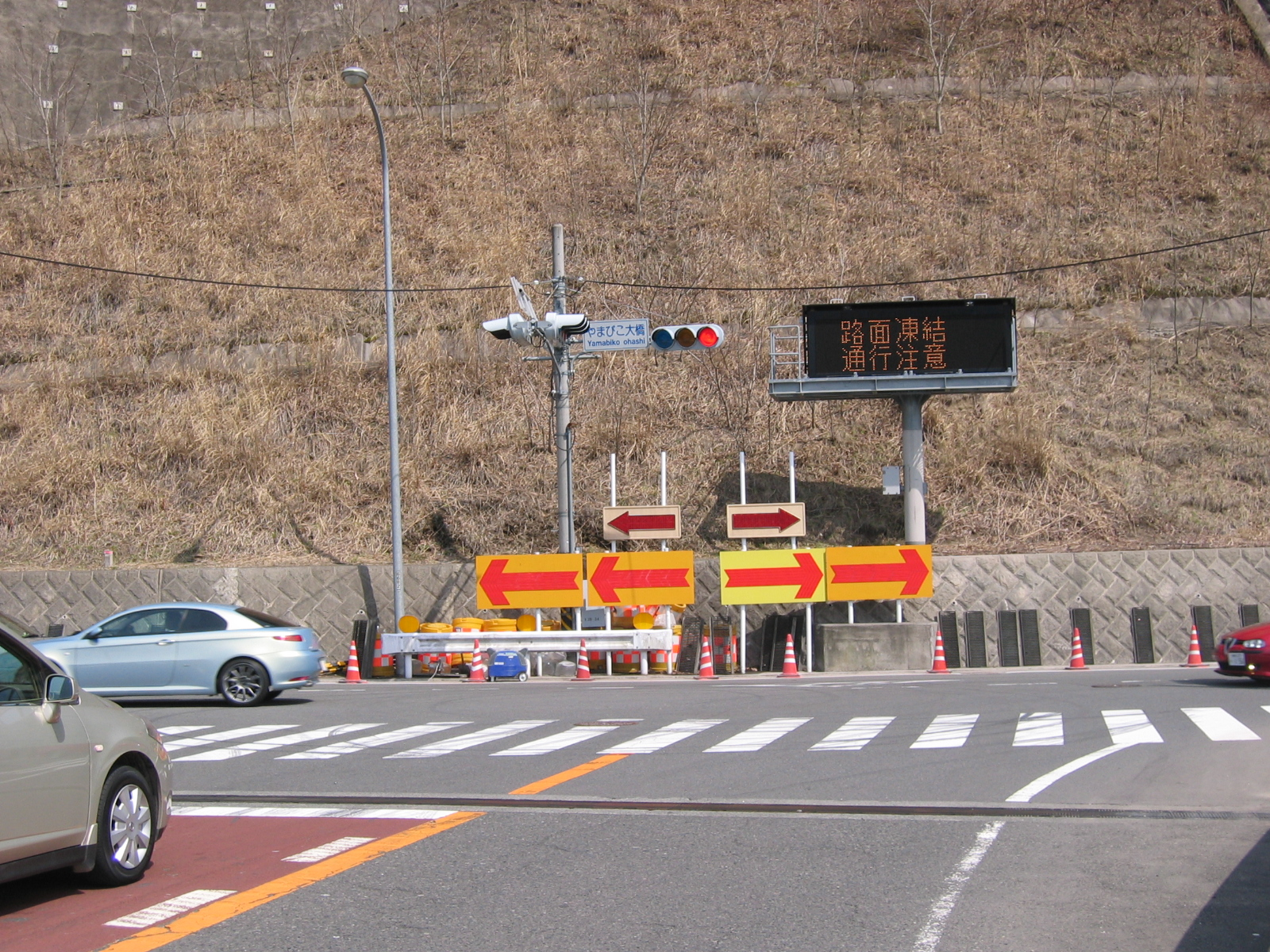
やまびこ大橋交差点
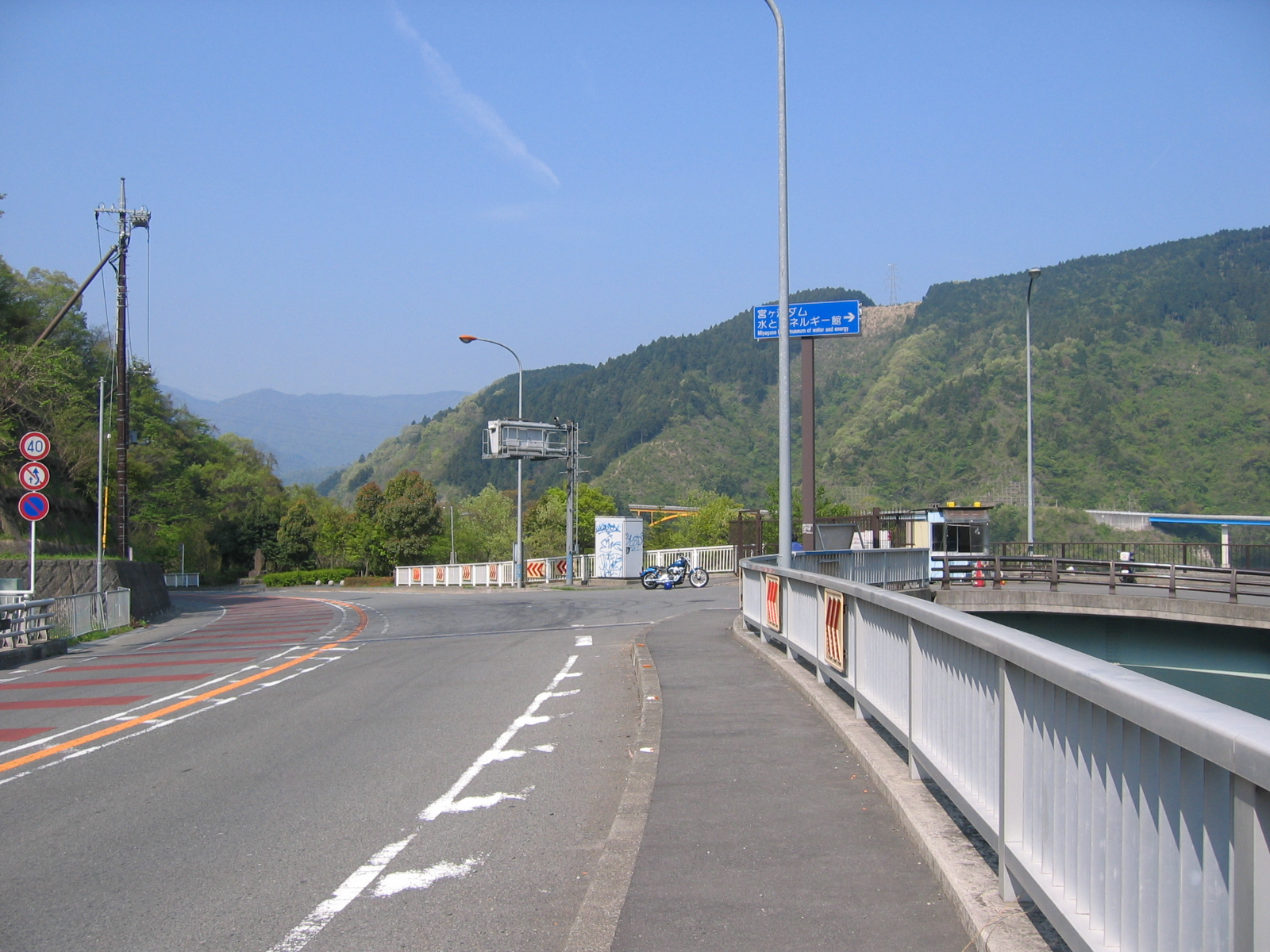
宮ヶ瀬ダムへの入口
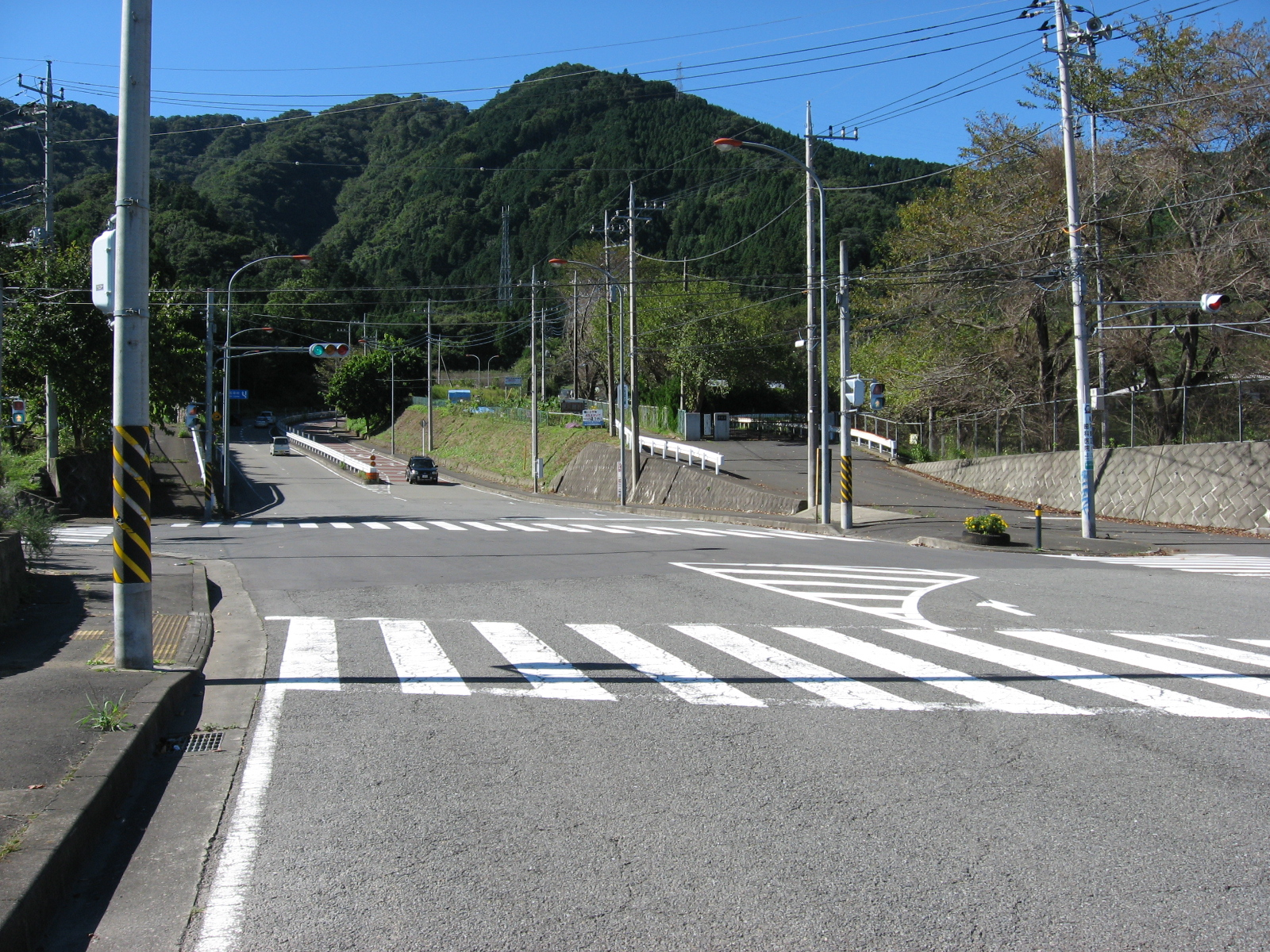
無名の交差点
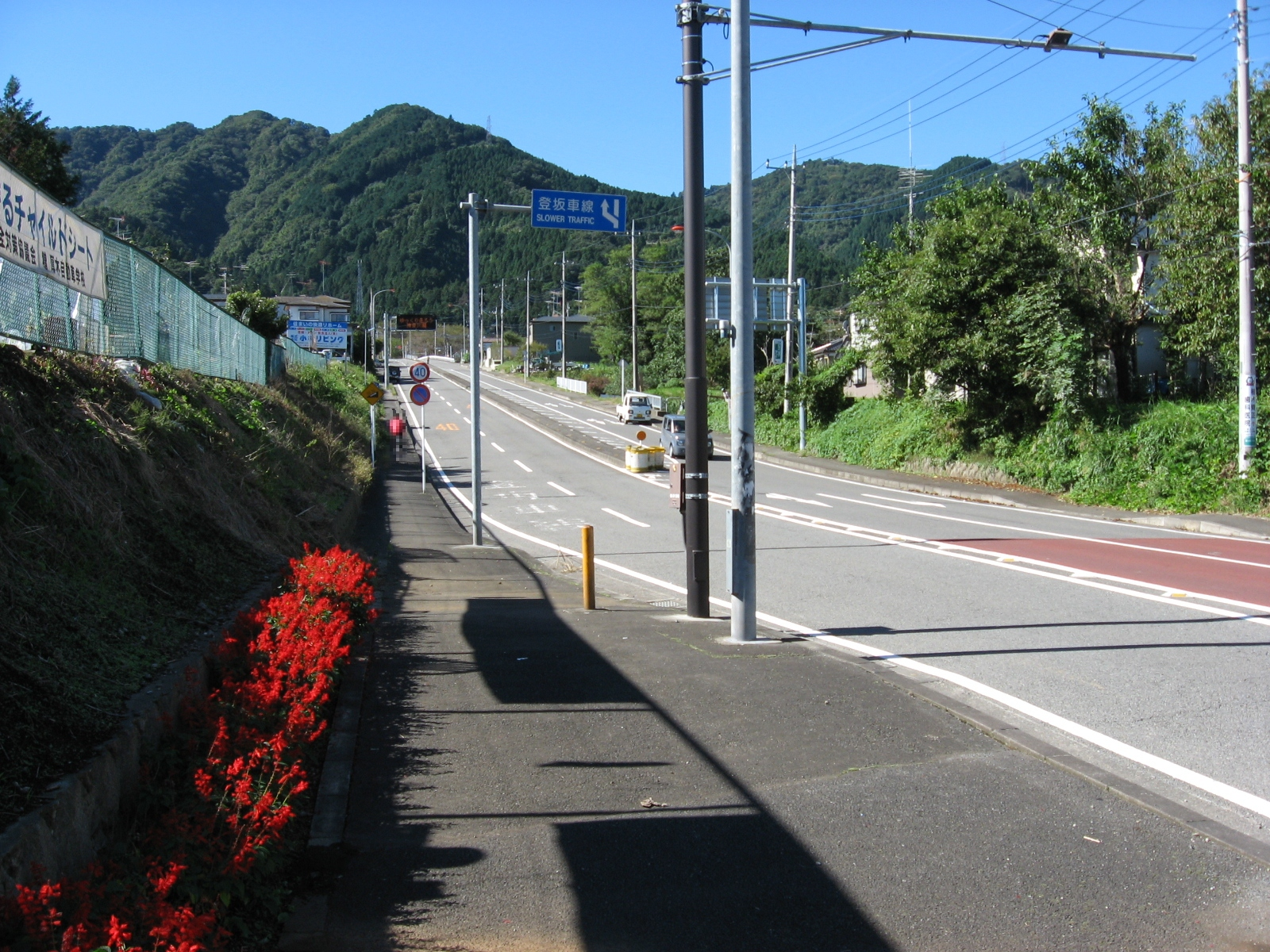
半原小学校交差点付近より起点方面を望む
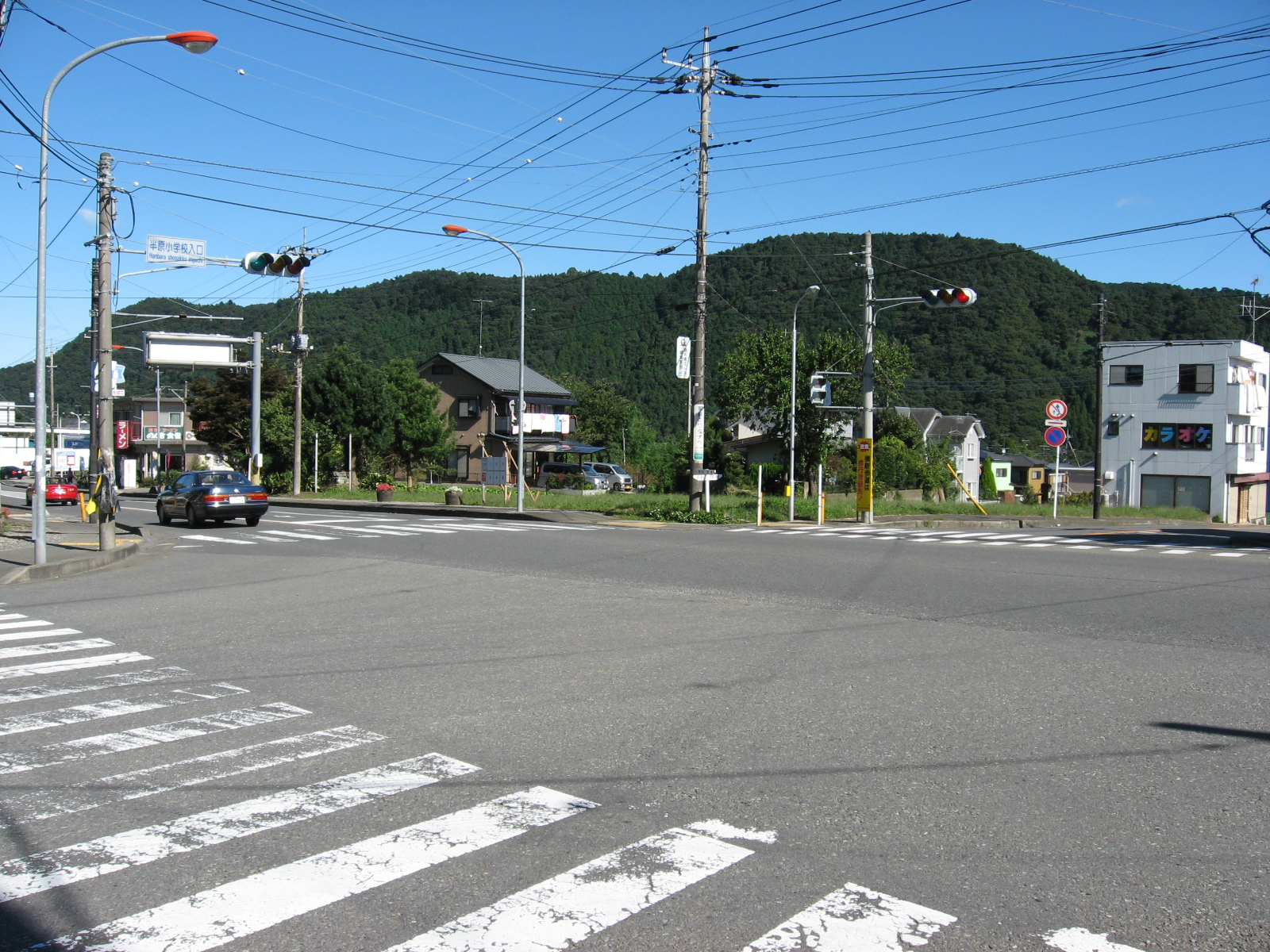
半原小学校入口交差点